# Útušice
Útušice (en allemand : Autuschitz) est une commune du district de Plzeň-Sud, dans la région de Plzeň, en République tchèque. Sa population s'élevait à 692 habitants en 2022.

## Géographie
Útušice se trouve à 7 km au sud du centre de Plzeň et à 88 km à l'ouest-sud-ouest de Prague.
La commune est limitée par Plzeň au nord, par Štěnovice, Čižice et Předenice à l'est, par Dolní Lukavice au sud, par Chlumčany au sud-ouest, et par Dobřany à l'ouest.

## Histoire
La première mention écrite de la localité date de 1393.

## Administration
La commune se compose de deux sections :
- Robčice
- Útušice

## Galerie

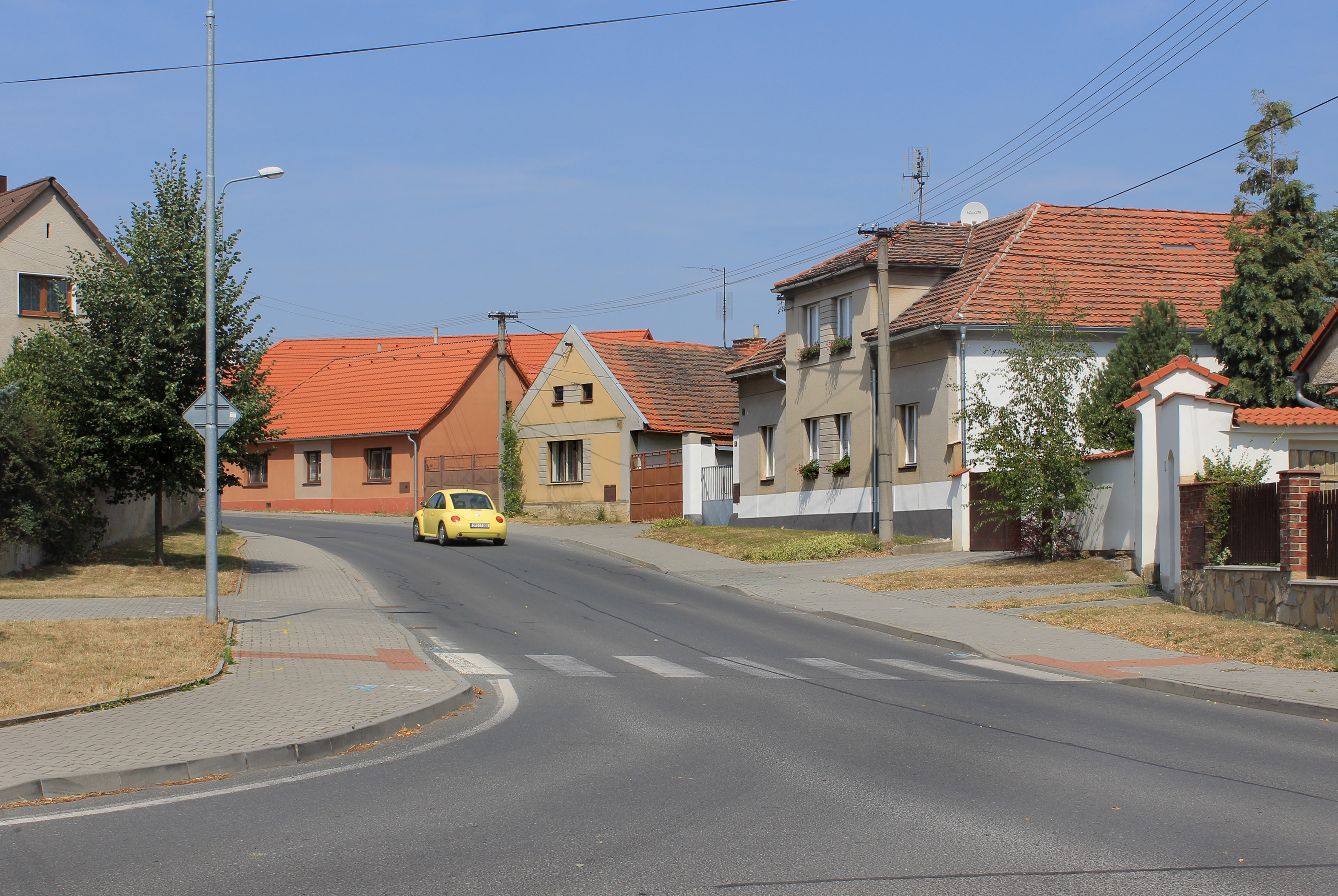
Centre d'Útušice.
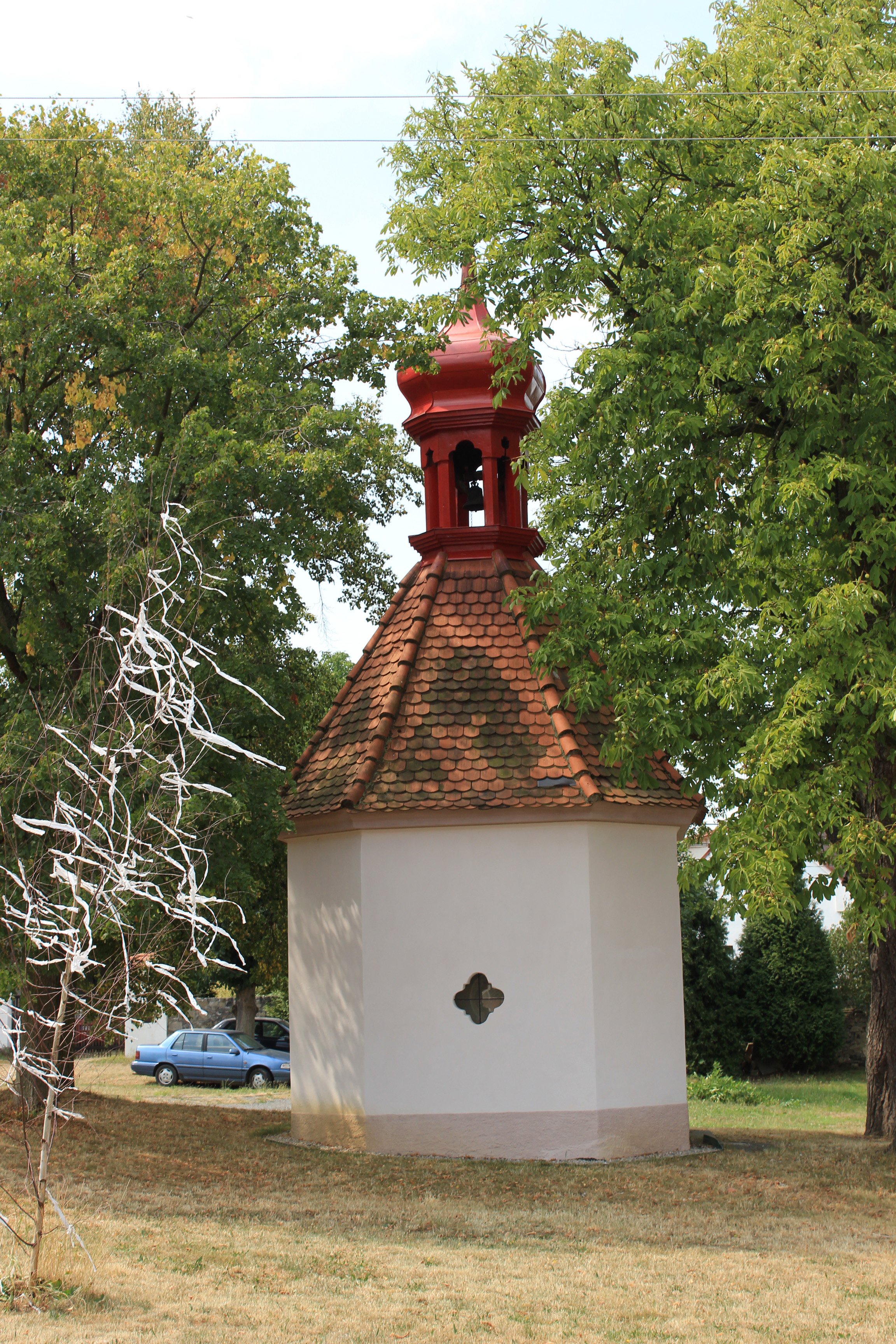
Chapelle à Robčice.

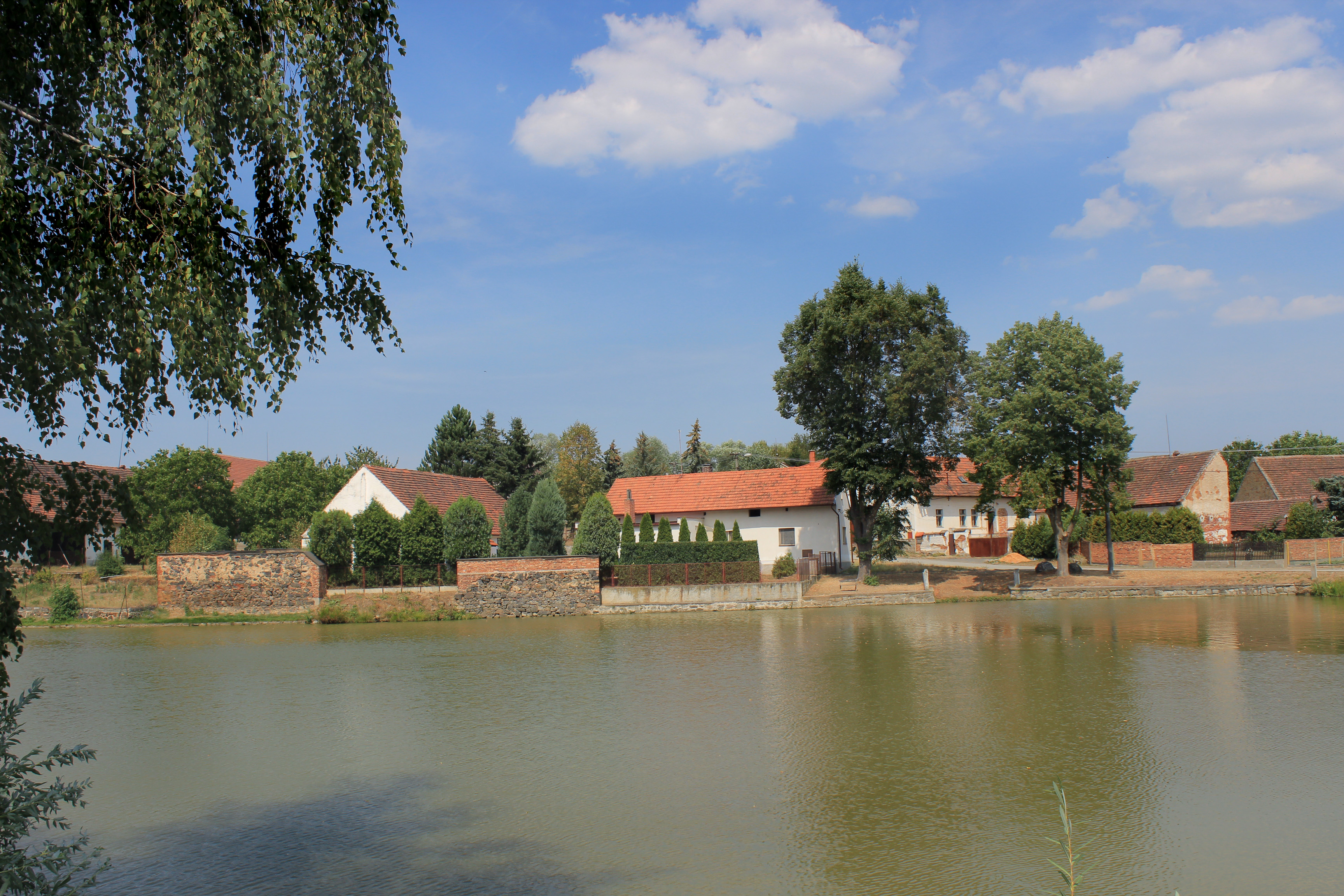
Étang de Robčice.

## Transports
Par la route, Útušice se trouve à 10 km de Plzeň et à 97 km de Prague.